# Нантёйль, Шарль-Франсуа
Шарль-Франсуа́ Лёбёф, более известный как Нантёйль (французское произношение Нантёй; фр. Charles-François Lebœuf, dit Nanteuil; 9 августа 1792, Париж — 1 ноября 1865, Париж) — французский скульптор академического неоклассицизма, старший брат художника Селестена Нантёйля.

## Биография
Шарль- Франсуа родился в Париже, учился у Пьера Картелье в Школе изящных искусств, в 1817 году получил большую Римскую премию по скульптуре за гипсовую фигуру «Царя Агиса, умирающего с оружием в руках» (Agis, mourant sur ses armes).
Скульптор жил и работал на вилле Медичи во Французской академии в Риме. Там он создал мраморную статую «Умирающая Эвридика» в подражание античным образцам (1822), которую с большим успехом показал в Парижском салоне 1824 года. Ныне статуя находится в Лувре. Это произведение позднее вдохновило Огюста Клезингера на создание скульптуры «Женщина, ужаленная змеёй» (1847, Музей Орсе).
Нантёйль получал множество заказов от французского правительства, в том числе один по созданию скульптурной группы под названием «Торговля и промышленность» для зала Сената в Люксембургском дворце, которая была вдохновлена античнойскульптурой «Кастор и Поллукс». Другие заказные работы включают скульптуру философа Монтескьё (1840, Музей французской истории Луи-Филиппа I в Версальском дворце) и бронзовую статую генерала Дезе (1844, установлена на площади Жод в Клермон-Ферране). Произведения Нaнтёйля использовали при оформлении Гар-дю-Нор (Северного вокзала), Дворца Гарнье и Лувра (при перестройке дворца в годы Второй империи).
Наиболее значительными церковными работами Нантёйля являются две фронтонные скульптурные группы из камня: «Поклонение ангелов Деве Марии с Младенцем» (1830, церковь Нотр-Дам-де-Лорет, Париж) и «Прославление святого Винсента де Поля» (1846, церковь Сен-Венсан-де-Поль, Париж). Большинство произведений скульптора обнаруживают влияние античного искусства ранней классики и скульптур раннего итальянского Возрождения.

## Галерея

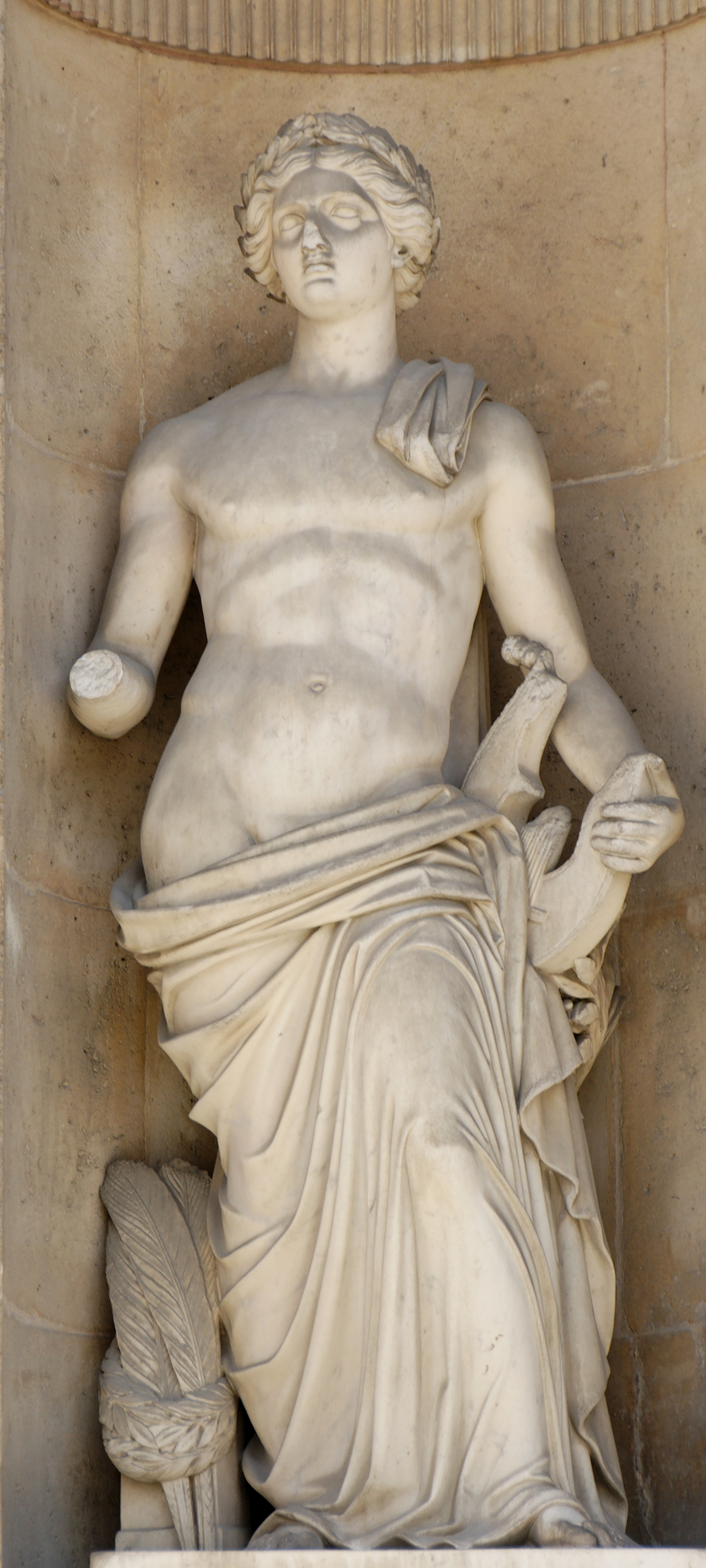
Аполлон. 1860. Мрамор. Лувр, Париж
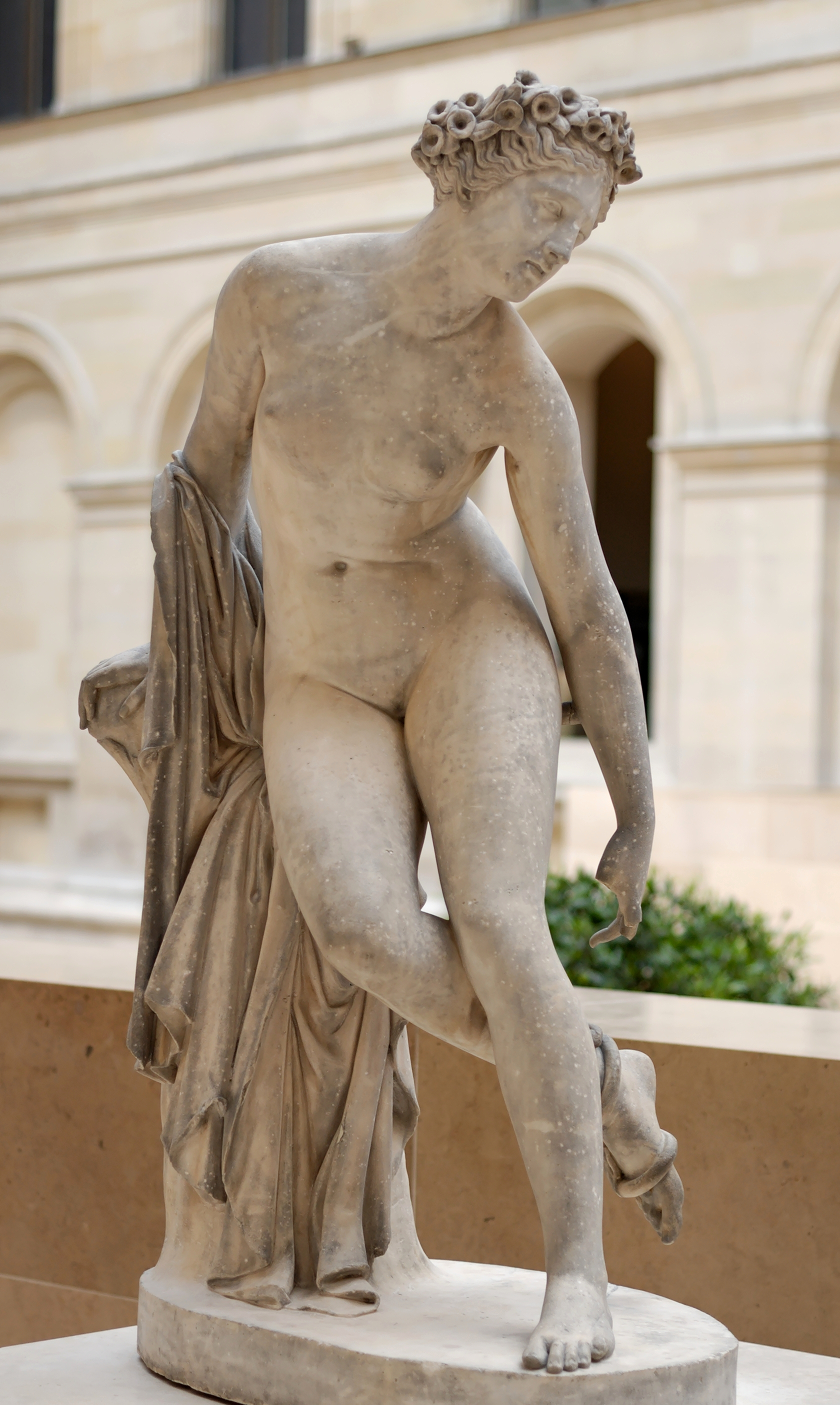
Умирающая Эвридика. 1822. Мрамор. Лувр, Париж
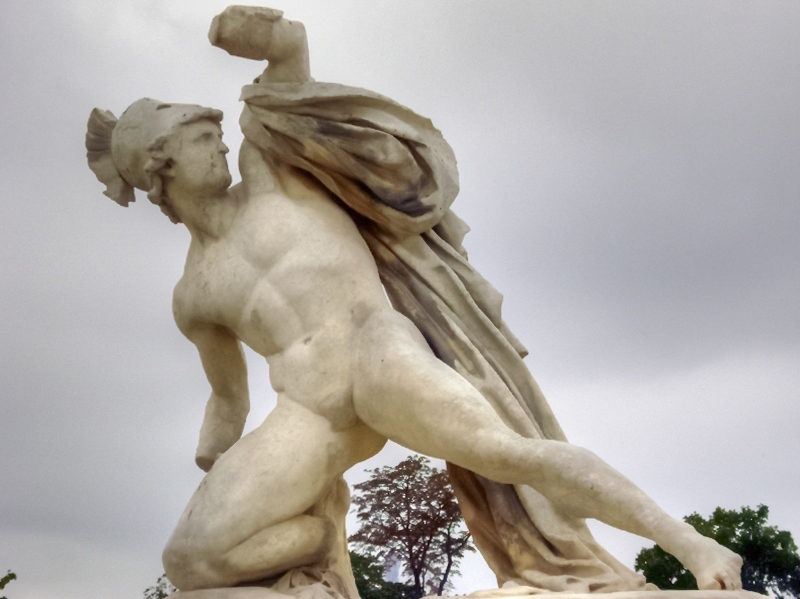
Александр Македонский Воин. 1836. Мрамор. Сад Тюильри, Париж
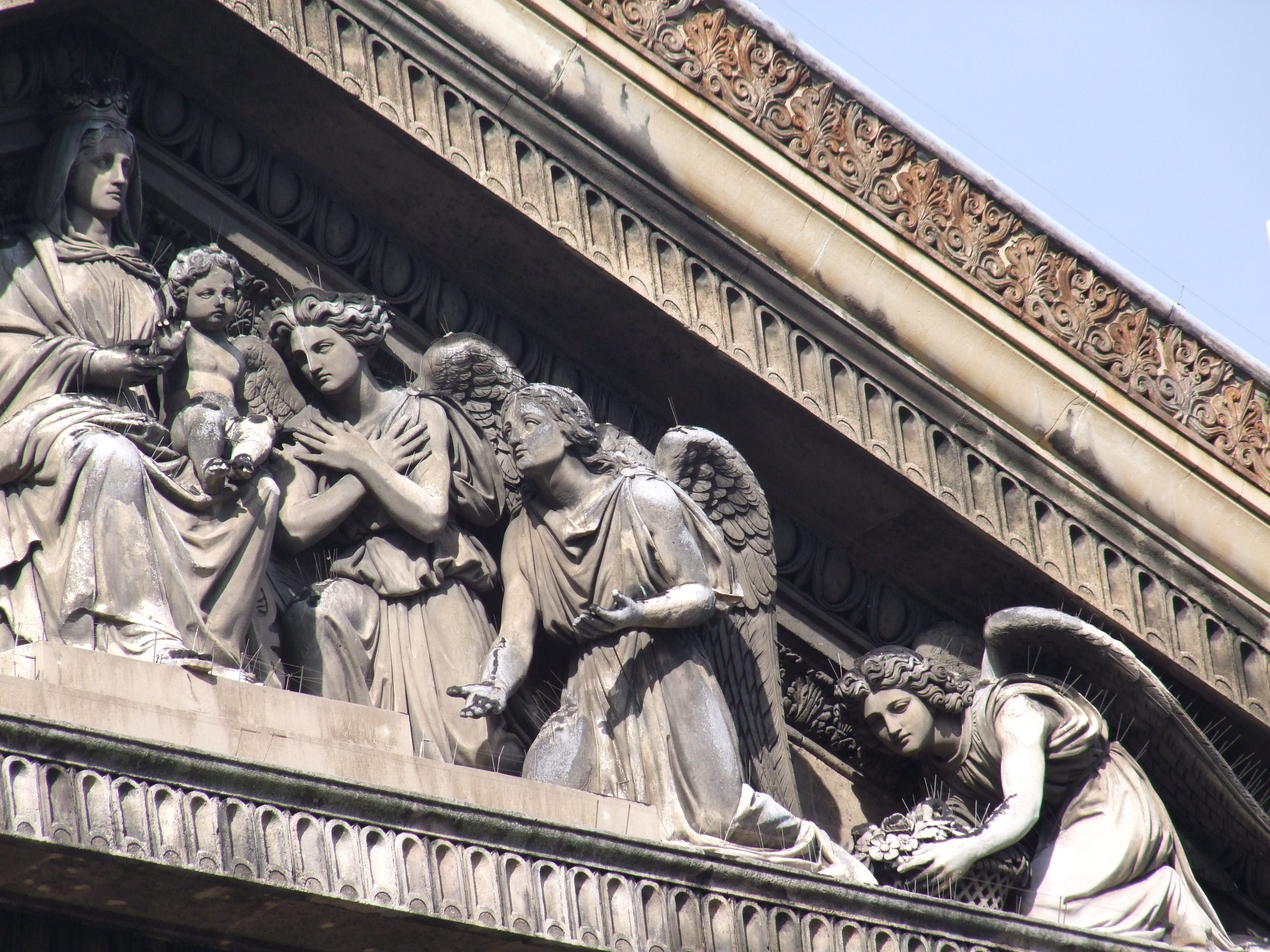
Поклонение ангелов Деве Марии с Младенцем. Деталь композиции фронтона. 1830. Церковь  Нотр-Дам-де-Лорет, Париж
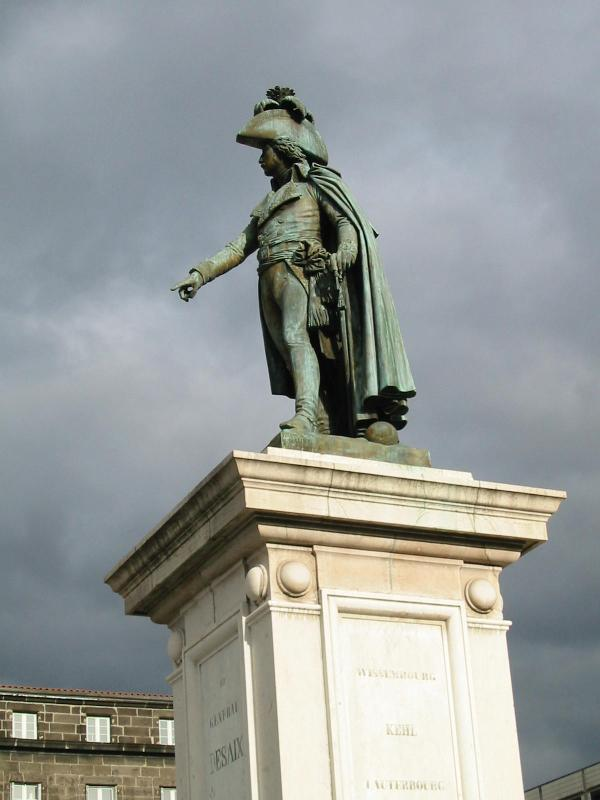
Памятник генералу Дезе. 1844. Бронза (установлен в 1848 г. на площади Жод, Клермон-Ферран)
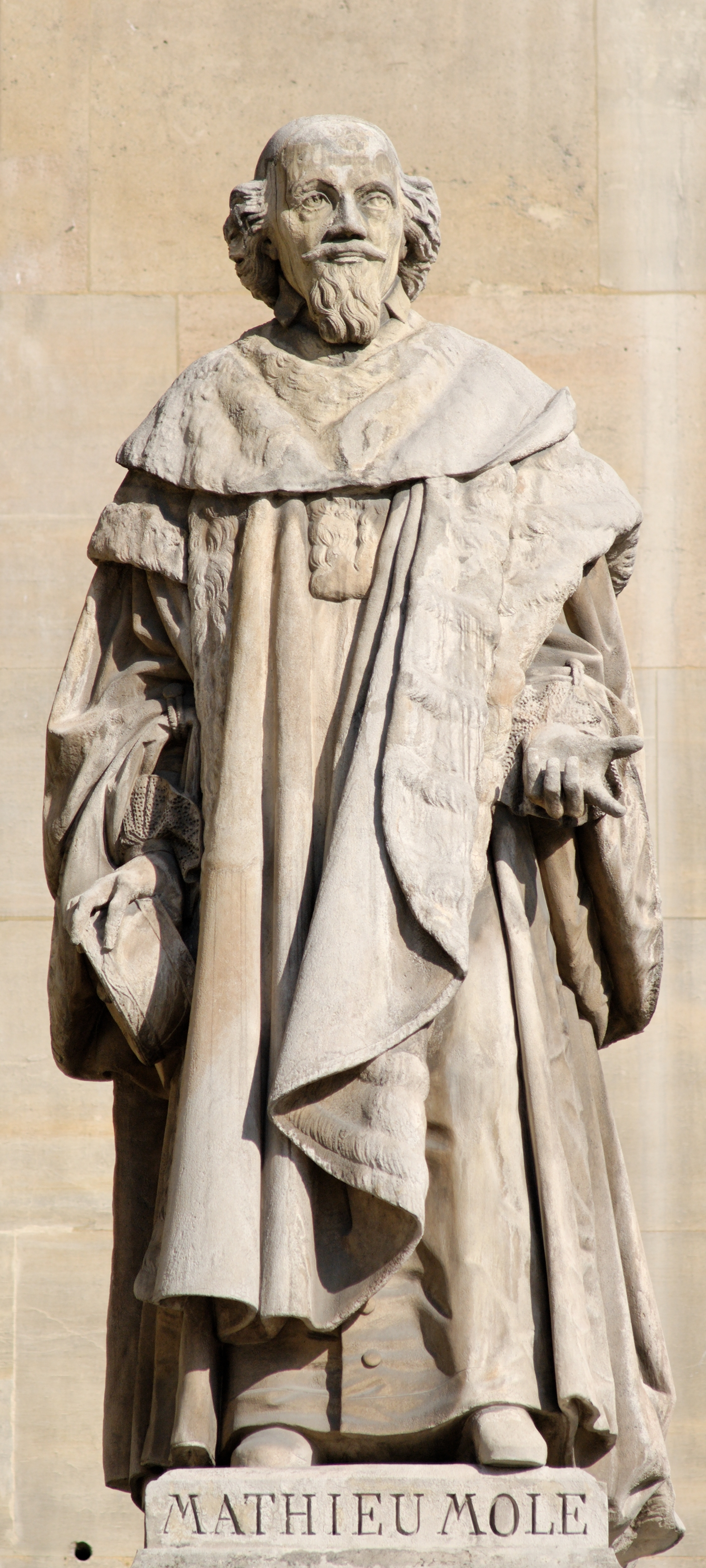
Статуя Матьё Моле. До 1853. Двор Наполеона, Лувр, Париж